# 모리 고타로
모리 고타로(일본어: 森 弘太郎, 1915년 5월 29일 ~ 1966년 9월 1일)는 일본의 전 프로 야구 선수이자 야구 지도자이다. 아이치현 이치노미야시 출신이며 현역 시절 포지션은 투수였다.
일본 프로 야구 역대 5번째로 시즌 평균 자책점 0점대를 달성했다.

## 인물
이치노미야 중학교를 졸업하고 나고야 철도관리국을 거쳐 1937년 한큐군에 입단했다.
1940년 여름에 일본 야구 연맹은 만주국에서 ‘만주 리그전’을 치르고 있었는데 8월 11일 한신군전에서 와카바야시 다다시와 투수전을 펼쳐 와카바야시에게 맞은 3루타를 스퀴즈로 돌려받아 0대 1로 패했는데 투구 수는 77개인 한편 와카바야시는 80개의 공을 던져 완봉승을 거두었지만 양팀 합쳐 157구의 승리였다. 공식적으로는 전쟁 이전의 기록은 제외돼 있었기 때문에 이 때의 상대 투수였던 와카바야시가 8년 후인 1948년 8월 11일 타이요 로빈스전에서 던진 160개의 공은 일본 프로 야구에서의 최저 기록으로 알려졌다. 만주 원정 도중에 와카바야시와 둘이서 이상적인 투구에 대해 담론을 나눴는데 서로가 ‘1인 1구 27아웃 27구’로 끝내는 것이 적절하다는 결론을 내려 두 사람은 최저 투구 경기 기록을 세우자는 것이었다.
1941년에 시즌 30승 8패, 평균 자책점 0.92를 기록하여 다승왕과 최고 승률 타이틀을 획득했고 특히 평균 자책점은 2위에 랭크됐다. 같은 해 8월 2일 에다 다카시와의 계투에 의해 노히트 노런을 달성했고(에다는 7과 2/3이닝, 모리는 1과 1/3이닝) 두달 후인 10월 27일 한큐 니시노미야 구장에서 열린 나고야군전에서 단독으로 노히트 노런을 달성했다.
1949년 도큐 플라이어스에 이적했고 이듬해인 1950년 니시닛폰 파이레츠에 이적하여 활약하다가 그 해를 마지막으로 현역에서 은퇴했다.
은퇴 후에는 사회인 야구팀 가와시마 방적에서 선수로서 활약했고 동시에 감독을 맡았는데 감독으로서 야마우치 가즈히로를 지도했던 것으로 알려졌다. 1966년 9월 1일에 향년 51세의 나이로 사망했다.

## 상세 정보

### 출신 학교
- 이치노미야 중학교(현: 아이치 현립 이치노미야 고등학교)

### 선수 경력
- 나고야 철도관리국
- 한큐군·한큐 브레이브스(1937년 ~ 1943년, 1946년 ~ 1948년)
- 도큐 플라이어스(1949년)
- 니시닛폰 파이레츠(1950년)
- 가와시마 방적

### 지도자 경력
- 가와시마 방적 감독

### 수상·타이틀 경력
- 다승왕 : 1회(1941년)
- 최고 승률 : 1회(1941년)

### 개인 기록
- 노히트 노런 : 1회(1941년 10월 27일, 대 나고야군 전, 한큐 니시노미야 구장) ※역대 8번째

### 등번호
- 21(1937년 ~ 1943년, 1946년 도중 ~ 1948년)
- 16(1946년)
- 19(1949년 ~ 1950년)

### 연도별 투수 성적
| 연 도       | 소 속       | 등 판 | 선 발 | 완 투 | 완 봉 | 무 4 구 | 승 리 | 패 전 | 세 이 브 | 홀 드 | 승 률 | 타 자 | 이 닝  | 피 안 타 | 피 홈 런 | 볼 넷 | 고 4 | 몸 맞 | 탈 삼 진 | 폭 투 | 보 크 | 실 점 | 자 책 점 | 평 자 책 | W H I P |
| ----------- | ----------- | ----- | ----- | ----- | ----- | ------- | ----- | ----- | -------- | ----- | ----- | ----- | ------ | -------- | -------- | ----- | ---- | ----- | -------- | ----- | ----- | ----- | -------- | -------- | ------- |
| 1937년 춘계 | 한큐        | 2     | 0     | 0     | 0     | 0       | 0     | 0     | --       | --    | ----  | 46    | 9.1    | 14       | 0        | 2     | --   | 0     | 8        | 0     | 0     | 9     | 7        | 6.30     | 1.71    |
| 1938년 춘계 | 한큐        | 8     | 6     | 1     | 0     | 0       | 5     | 2     | --       | --    | .714  | 193   | 45.1   | 29       | 0        | 25    | --   | 1     | 7        | 3     | 0     | 12    | 8        | 1.57     | 1.19    |
| 1938년 추계 | 한큐        | 2     | 1     | 0     | 0     | 0       | 0     | 0     | --       | --    | ----  | 20    | 3.2    | 6        | 0        | 3     | --   | 0     | 2        | 0     | 0     | 6     | 3        | 6.75     | 2.45    |
| 1939년      | 한큐        | 15    | 13    | 7     | 2     | 0       | 7     | 3     | --       | --    | .700  | 458   | 107.0  | 97       | 4        | 38    | --   | 0     | 25       | 0     | 0     | 41    | 32       | 2.69     | 1.26    |
| 1940년      | 한큐        | 54    | 35    | 30    | 8     | 7       | 28    | 13    | --       | --    | .683  | 1450  | 377.1  | 251      | 6        | 82    | --   | 7     | 97       | 1     | 0     | 81    | 54       | 1.29     | 0.89    |
| 1941년      | 한큐        | 48    | 24    | 23    | 11    | 2       | 30    | 8     | --       | --    | .789  | 1262  | 333.1  | 200      | 3        | 83    | --   | 3     | 85       | 1     | 0     | 48    | 33       | 0.89     | 0.85    |
| 1942년      | 한큐        | 59    | 29    | 24    | 3     | 1       | 19    | 17    | --       | --    | .528  | 1416  | 369.1  | 239      | 1        | 88    | --   | 3     | 105      | 0     | 0     | 82    | 54       | 1.31     | 0.89    |
| 1943년      | 한큐        | 8     | 7     | 5     | 0     | 0       | 1     | 5     | --       | --    | .167  | 240   | 59.0   | 51       | 1        | 14    | --   | 0     | 14       | 0     | 0     | 21    | 15       | 2.29     | 1.10    |
| 1946년      | 한큐        | 8     | 6     | 1     | 0     | 0       | 2     | 3     | --       | --    | .400  | 144   | 32.1   | 44       | 1        | 9     | --   | 2     | 6        | 1     | 0     | 17    | 17       | 4.64     | 1.64    |
| 1947년      | 한큐        | 16    | 8     | 2     | 0     | 0       | 2     | 4     | --       | --    | .333  | 275   | 64.1   | 69       | 3        | 20    | --   | 0     | 14       | 0     | 0     | 29    | 14       | 1.94     | 1.38    |
| 1948년      | 한큐        | 30    | 16    | 5     | 0     | 5       | 7     | 8     | --       | --    | .467  | 621   | 154.2  | 163      | 6        | 20    | --   | 0     | 27       | 0     | 0     | 61    | 43       | 2.50     | 1.18    |
| 1949년      | 도큐        | 17    | 10    | 4     | 1     | 1       | 6     | 4     | --       | --    | .600  | 416   | 95.0   | 110      | 8        | 26    | --   | 0     | 18       | 0     | 0     | 53    | 43       | 4.07     | 1.43    |
| 1950년      | 니시닛폰    | 28    | 19    | 9     | 0     | 3       | 5     | 11    | --       | --    | .313  | 688   | 154.2  | 183      | 9        | 39    | --   | 0     | 33       | 0     | 0     | 84    | 63       | 3.66     | 1.44    |
| 통산 : 12년 | 통산 : 12년 | 295   | 174   | 111   | 25    | 19      | 112   | 78    | --       | --    | .589  | 7229  | 1805.1 | 1456     | 42       | 449   | --   | 16    | 441      | 6     | 0     | 544   | 386      | 1.92     | 1.06    |

- 굵은 글씨는 시즌 최고 성적.